# Baryconus decorsei
Baryconus decorsei är en stekelart som först beskrevs av Jean Risbec 1950.  Baryconus decorsei ingår i släktet Baryconus och familjen Scelionidae. Inga underarter finns listade.